# Ricardo Noir
Ricardo Daniel Noir (ur. 26 lutego 1987 w Villa Elisa) – argentyński piłkarz, grający na pozycji napastnika.